# Giáo hoàng Luciô I
Luciô I (Tiếng Latinh: Lucius I) là người kế nhiệm Giáo hoàng Cornelius và là vị Giáo hoàng thứ 22 của Giáo hội Công giáo. Theo niên giám tòa thánh năm 1806 thì ông lên ngôi Giáo hoàng vào năm 253 và ở ngôi trong 6 tháng. Niên giám tòa thánh năm 2003 xác định triều đại của ông bắt đầu vào ngày 25 tháng 6 năm 253 và kết thúc vào ngày 5 tháng 3 năm 254.
Lucius sinh tại Roma tuy nhiên ngày sinh của ông không được xác định. Không có gì để có thể biết về gia đình của ông ngoại trừ tên của người cha là Porphyrianus – được ghi trong Liber Pontificalis. Cuộc bầu cử của ông diễn ra trong thời gian xảy ra cuộc bách hại đạo Ki-tô, nguyên nhân của việc lưu đày Giáo hoàng tiền nhiệm Cornelius. Ông đã được bầu khi Cornelius qua đời, nhưng gần như ngay lập tức, theo lệnh của hoàng đế Trêbônianô Gallê, ông bị trục xuất và bị đi đày. Tuy nhiên sau khi Gallê bị ám sát, ông đã được phép quay trở lại Rô-ma vì hoàng đế mới là Valêrianô ít thù địch hơn với các Ky-tô hữu.
Lập trường của Lucius phù hợp với vị tiền nhiệm là Giáo hoàng Cornelius. Ông không chống đối việc trở về trong lòng Giáo hội của những người hối cải từ cuộc bách hại của Đêciô, nên ông đã trở thành mục tiêu công kích của những người theo phái Novatianus, đến nỗi giám mục Cyprian lên tiếng bênh vực. Ông đã được biểu dương trong một là thư của Cyprian (xem Epist. Lxviii. 5) về việc lên án bè phái Novationists khi họ không nhận những người đã chối đạo trong các cuộc bách hại quy trở lại.
Vốn tính khắc khổ, ông nghiêm cấm các giáo hữu nam nữ không được chung sống một nhà, nếu không có quan hệ huyết nhục với nhau và cũng chỉ thị các giáo sĩ không nên sống chung một nhà với các nữ phó tế, dù chỉ là cho ở trọ vì lý do bác ái. Ngài chống đối việc nới lỏng các vấn đề luân lý mà các giáo sĩ cao cấp vấp phải, chẳng hạn như việc ăn ở với nhau như vợ chồng của các nữ phó tế với các thành viên trong hàng giáo sĩ ngày càng phổ biến.
Đức Lucius chết tự nhiên. Ngày kỷ niệm của ông trong Roman Martyrology là ngày 5 tháng 3 với những dòng: " Trong nghĩa trang St Callistus trên đường Via Appia, Rô-ma đã chôn cất Lucius, giáo hoàng, người kế nhiệm thánh Cornelius. Ngài đã chịu tha hương cho đức tin Ki-tô và đã chết như một chứng nhân tiêu biểu".
Ông đã được chôn cất tại nghĩa trang St Callixtus. Sau đó, chúng được di chuyển tới nhà thờ Santa Cecilia ở Trastevere, cùng với hài cốt của thánh Cecilia và những người khác. Đầu của ông được bảo quản trong một hòm thánh tích ở nhà thờ St Ansgar tại Copenhagen, Đan Mạch. Di tích này đã được đưa đến Roskilde vào khoảng 1100, sau khi thánh Lucius được công bố làm vị bảo trở của vùng Zealand, Đan Mạch.